# Патрик Модијано
Жан Патрик Модијано (фр. Jean Patrick Modiano; рођен 30. јула 1945) француски је романописац и добитник Нобелове награде за књижевност 2014. године. Поред ове Модијано је добитник и Аустријске државне награде за европску књижевност 2012; Prix mondial Cino Del Duca 2010. за животно дело; Гонкурову награду 1978. за роман Rue des boutiques obscures и награде Grand Prix du roman de l'Académie française за Les Boulevards de ceinture 1972. године. Дела су му преведена на више од тридесет језика.

## Дела
- (1968) La Place de l'étoile
- (1969) La Ronde de nuit
- (1972) Les Boulevards de ceinture
- (1974) Lacombe, Lucien
- (1975) Villa triste
- (1977) Livret de famille
-Prix Goncourt (1978) Rue des Boutiques obscures
- (1981) Une jeunesse
- (1981) Memory Lane
- (1982) De si braves garçons
- (1984) Quartier Perdu
- (1986) Dimanches d'août
- (1988) Catherine Certitude
- (1988) Remise de peine
- (1989) Vestiaire de l'enfance
- (1990) Voyage de noces
- (1991) Fleurs de ruine
- (1992) Un cirque passe
- (1993) Chien de printemps
- (1995) Du plus loin de l'oubli
- (1997) Dora Bruder
- (1999) Des inconnues
- (2001) La Petite Bijou
- (2003) Accident nocturne
- (2004) Un pedigree
- (2007) Dans le café de la jeunesse perdue
-Prix mondial Cino Del Duca (2010) L'Horizon
- (2012) L'Herbe de nuit
- (2014) Pour que tu ne te perdes pas dans le quartier